# Pulchrana guttmani
Pulchrana guttmani é uma espécie de anfíbio anuros da família Ranidae. Está presente nas Filipinas. A UICN classificou-a como pouco preocupante.